# Triumph Tiger Daytona
La Triumph Tiger Daytona, chiamata anche T100 Daytona o Tiger 100 Daytona, è una motocicletta di media cilindrata prodotta dalla casa motociclistica inglese Triumph dal 1967 al 1974.

## Descrizione
La moto monta un motore a due cilindri in linea a quattro tempi dalla cilindrata di 490 cm³ dotato di raffreddamento ad aria con distribuzione ad aste e bilancieri a 4 valvole, 2 per cilindro, che viene gestito da un cambio a 4 rapporti ad innesti frontali.